# 가레나
가레나(Garena)는 무료 온라인 게임을 위한 싱가포르의 게임 개발사이자 배급사이다. 이전에 가레나라는 사명을 사용했던 모회사 씨(Sea Ltd)의 디지털 엔터테인먼트 부문이다.

## 배급한 게임
- 리그 오브 레전드
- 히어로즈 오브 뉴어스
- 포인트 블랭크 (비디오 게임)
- 엘소드
- 파이어폴
- 로스트사가
- 아바 (비디오 게임)
- 마비노기 영웅전
- 가레나 프리 파이어
- FIFA 온라인 4
- FIFA 온라인 3
- 테일즈런너
- SNK 히로인즈: 태그 팀 프렌지
- 콜 오브 듀티: 모바일
- 프리파이어 Free Fire